# کریس باکلی
کریس باکلی (انگلیسی: Chris Buckley؛ ۹ نوامبر ۱۸۸۶ – ۱۱ ژانویهٔ ۱۹۷۳) ورزشکار فوتبال اهل بریتانیا بود.
از باشگاه‌هایی که در آن بازی کرده‌است می‌توان به باشگاه فوتبال استون ویلا، باشگاه فوتبال آرسنال، و باشگاه فوتبال برایتون اند هوو آلبیون اشاره کرد.